# Desvergers
Armand-Sacré Chapeau, dit Desvergers, est un auteur dramatique français né à Orléans le 22 septembre 1794 et mort dans l'ancien 3e arrondissement de Paris le 26 juin 1851.

## Biographie
On connait peu de choses de la vie de Desvergers en dehors des quelques lignes qui lui ont été consacrées par la presse en particulier à l'occasion de son décès, comme dans Le Nouvelliste du 1er juillet 1851 :

« M. Chapeau Desvergers, auteur dramatique, est mort jeudi dernier à l'âge de 57 ans. Ses obsèques ont eu lieu samedi à l'église Bonne-Nouvelle. Il était employé à l'administration générale des postes depuis 1848. Il est auteur d'un grand nombre de vaudevilles en société avec MM. Varin et Etienne Arago. »

On sait également qu'il s'est marié le 12 décembre 1822 avec Hélène-Elisa Rachel dans le 10e arrondissement et qu'il a eu au moins un fils Étienne-Armand-Albert né le 27 mars 1827.

## Œuvres
Il est l'auteur de plus d'une centaine de vaudevilles, seul ou en collaboration, entre 1824 et 1848.
- 1824 (3 août) : L'Anneau de Gygès, comédie-vaudeville en un acte de Desvergers et Arago au théâtre du Vaudeville
- 1826 (9 mars) : Lia, ou Une nuit d'absence, drame-vaudeville en deux actes de Desvergers et Arago au théâtre du Vaudeville, au bénéfice des incendiés de Salins[8]
- 1827 (16 juin) : L'Avocat, mélodrame en 3 actes et à spectacle de Desvergers et Arago au théâtre de l'Ambigu-Comique
- 1827 (27 juillet) : Le Départ, séjour et retour, roman-vaudeville en trois époques de Desvergers, Victor et Arago au théâtre des Nouveautés
- 1828 (18 mars) : Yelva, ou l'Orpheline russe vaudeville en deux parties de Desvergers, Scribe et Ferdinand Vallou de Villeneuve au théâtre de Madame
- 1828 (16 juillet) : La Matinée aux contre-temps comédie-vaudeville en un acte de Desvergers, Duvert et Victor au théâtre des Nouveautés
- 1830 (3 mars) : Arwed, ou les Représailles, épisode de la guerre d'Amérique, drame en 2 actes mêlé de couplets de Desvergers, Varin et Arago au théâtre du Vaudeville
- 1831 : Les Jeunes Bonnes et les Vieux Garçons, comédie-vaudeville de Desvergers et Varin; théâtre Palais-Royal, 15 octobre[9]. Le jeu a été traduit en russe par Pyotr Karatygin (en) et était dans les théâtres impériaux russes
- 1833 (15 février) : Une passion vaudeville en un acte de Desvergers, Varin et **  au théâtre du Vaudeville
- 1833 (16 février) : Une répétition générale vaudeville en un acte de Desvergers, Scribe et Varin au théâtre du Gymnase
- 1833 : Les Femmes d’emprunt, vaudeville en un acte de Desvergers et Varin. Le vaudeville a été traduit en russe par Piotr Karatyguine et était dans les théâtres impériaux russes; en 2001 en Russie a été créé le film " Le Menteur Paleface " sur la base de ce vaudeville, le réalisateur est Vitaly Moskalenko
- 1834 (2 avril) : Théophile, ou Ma vocation comédie-vaudeville en un acte de Desvergers, Varin et Arago au théâtre du Vaudeville
- 1834 (25 janvier) : Les Malheurs d'un joli garçon vaudeville en un acte de Desvergers, Varin et Arago au théâtre du Vaudeville. Le vaudeville a été traduit en russe par Pavel Feodorov et P.I. Valberch
- 1834 (18 novembre) : Georgette comédie-vaudeville en un acte de Desvergers, Varin et Laurencin au théâtre du Vaudeville
- 1834 : Ma femme et mon parapluie, comédie-vaudeville en un acte de Desvergers, Laurencin et Varin. Le vaudeville a été traduit en russe par Piotr Karatyguine et était dans les théâtres impériaux russes
- 1835 (10 février) : Les Pages de Bassompierre de Desvergers, Varin et Arago au théâtre du Vaudeville. Le jeu a été traduit en russe par Dmitry Lensky (en) et était dans les théâtres impériaux russes
- 1836 (2 janvier) : Le Oui fatal, ou le Célibataire sans le savoir comédie-vaudeville en un acte de Desvergers et Varin au théâtre de la Porte-Saint-Martin
- 1836 (15 juillet) : Le Chapître des informations comédie en un acte de Desvergers et Varin au théâtre du Vaudeville
- 1836 : Un bal du grand monde, vaudeville de Desvergers et Charles Victor Varin; théâtre du Vaudeville (7 juin). Le vaudeville a été traduit en russe par Pavel Feodorov
- 1836 (20 juin) : Balthasar, ou le Retour d'Afrique vaudeville en un acte de Desvergers, Varin et Derville au théâtre des Variétés
- 1836 (20 juillet) : Casanova au Fort Saint-André vaudeville en trois actes de Desvergers, Varin et Arago au théâtre du Vaudeville
- 1836 (22 octobre) : Le Tour de France, ou Un an de travail vaudeville en un acte de Desvergers et Varin au théâtre de la Porte Saint-Antoine
- 1836 (30 octobre) : Feu mon frère comédie-vaudeville en un acte de Desvergers au théâtre de l'Ambigu-Comique
- 1837 (21 septembre) : Le Tourlourou vaudeville en cinq actes de Desvergers, Varin et Paul de Kock au théâtre du Vaudeville
- 1837 (2 décembre) : Mal noté dans le quartier tableau populaire en un acte de Desvergers et Hippolyte Leroux au théâtre du Vaudeville
- 1838 (30 juillet) : La Cachuca, ou Trois Cœurs tout neufs vaudeville de Desvergers, Martin et Morel au théâtre du Gymnase
- 1838 (9 septembre) : L'Ouverture de la chasse tableau-vaudeville en un acte de Desvergers et Gustave Albitte au théâtre des Variétés
- 1839 (28 janvier) : La Gitana vaudeville en trois actes de Desvergers et Laurencin au théâtre du Gymnase
- 1839 (15 juillet) : Les Brodequins de Lise vaudeville en un acte de Desvergers, Laurencin et Gustave Vaëz au théâtre du Gymnase. Le vaudeville a été traduit en russe par Piotr Karatyguine et était dans les théâtres impériaux russes
- 1845 (12 février) : L'Article 170, ou Un mariage à l'étranger comédie en deux actes de Desvergers et Louis Dugard au théâtre royal de l'Odéon
- 1847 (22 mai) : Barbe-Bleue, ou la Fée Perruchette, féérie-vaudeville en 3 actes et 15 tableaux de Desvergers et Aimé Bourdon, musique de Joseph-Simon Lautz[10], au Gymnase des Jeunes-Élèves